# Juha Pykäläinen
Juha Olavi Pykäläinen, född 13 mars 1953 i Tammerfors, är en finländsk konstnär.
Pykäläinen blev först känd för expressiva bokillustrationer, men har sedan mitten av 1980-talet, då han flyttade till Åland, framträtt i många konstnärliga genrer. I sina oljemålningar är han lyrisk skärgårdsskildrare, medan han i grafisk form gärna odlar en humoristisk ådra. Han är även skulptör med flera offentliga arbeten på meritlistan, bland annat sviten Mariehamnsgumsen, som består av lekfulla betongskulpturer för gågatan i Mariehamn, och ett abstrakt minnesmärke över skeppsredaren Algot Johansson. Han har tecknat motiven till flera åländska frimärken.

## Rose-Marie

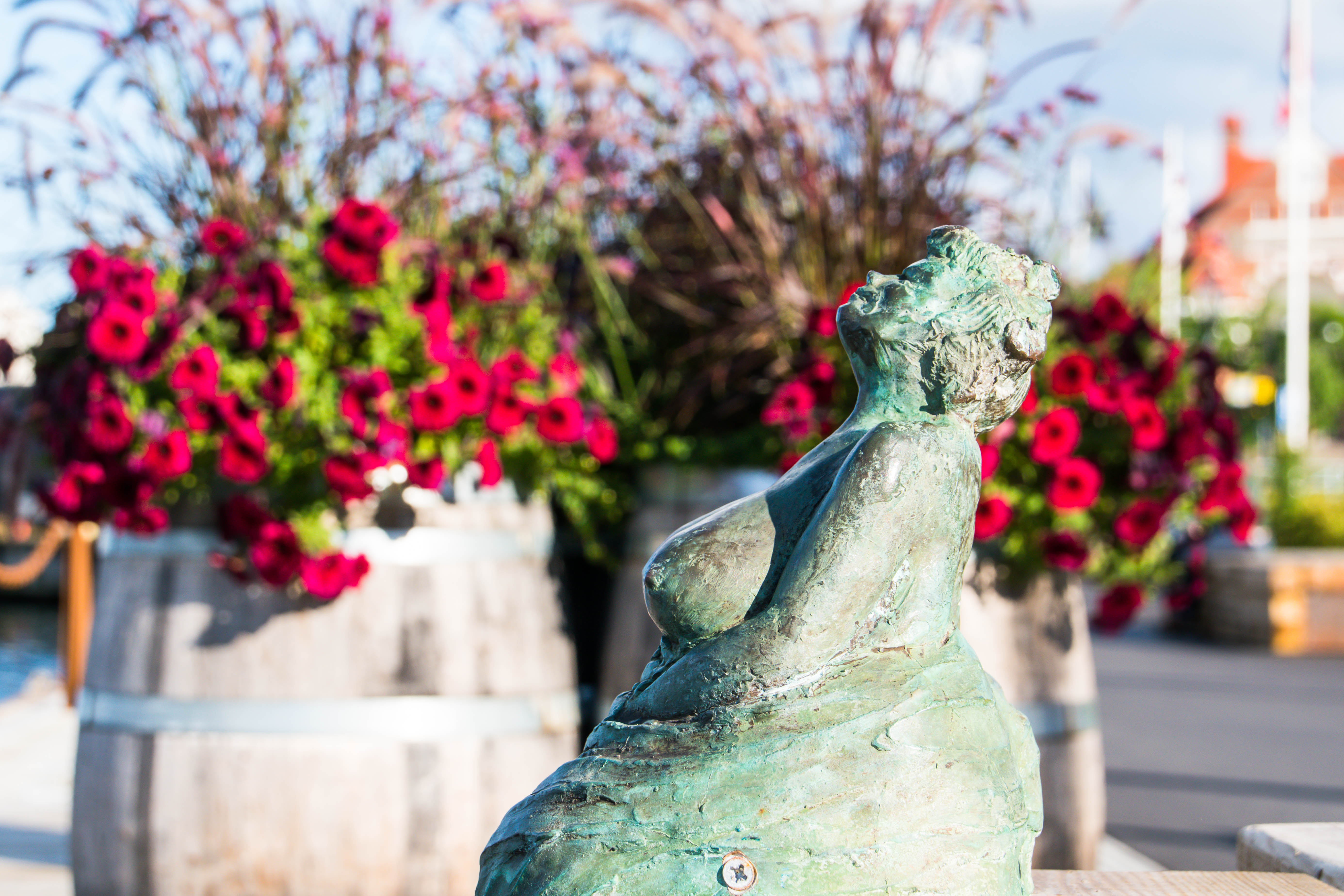
Rose-Marie, 2021.

Rose-Marie är en 30 centimeter hög skulptur i brons, föreställande en sittande sjöjungfru. Den är skapad av Pykäläinen och står sedan år 2020 i Oskarshamns hamn. Ett annat exemplar finns i Mariehamn.
Oskarshamnsskulpturen hämtades ur Oskarshamns kommuns konstmagasin år 2020 och placerades på Skeppsbrokajen i Oskarshamns hamn. Uppgifterna om den var då knapphändiga. Den förmodades ha skapats av en åländsk konstnär och köpts in i samband med en utställning på Källströmsgården på 1990-talet. När skulpturen hade placerats i hamnen utlystes en namntävling.
Av 170 förslag från allmänheten valdes namnet Rose-Marie. När namnet tillkännagavs hade det framkommit att skulpturen skapats av den finländske konstnären Juha Pykäläinen, bosatt i Mariehamn, och av honom fått namnet Åh vad skönt, samt att ytterligare ett exemplar fanns i Mariehamn. Pykäläinen motsatte sig inte det nya namnet på skulpturen i Oskarshamn.